# 24194 Paľuš
24194 Paľuš è un asteroide della fascia principale. Scoperto nel 1999, presenta un'orbita caratterizzata da un semiasse maggiore pari a 3,1732071 UA e da un'eccentricità di 0,1787547, inclinata di 6,00789° rispetto all'eclittica.